# Афанасьев, Юлий Леонидович
Ю́лий Леони́дович Афана́сьев (1 января 1887 — 19 декабря 1929, Тунис) — русский морской офицер, капитан 2-го ранга. Участник Первой мировой войны и Гражданской войны в России на стороне белых. Эмигрант.

## Биография
В 1907 году окончил Морской кадетский корпус. Старший лейтенант Черноморского флота. В Вооружённых силах Юга России. Старший офицер крейсера «Кагул» («Генерал Корнилов»). Эвакуирован в Турцию. 14 июля 1920 возвратился в Русскую Армию на корабле «Константин».
В Вооружённых силах Юга России и Русской Армии до эвакуации Крыма. Капитан 2-го ранга (30 нояб. 1919). Эвакуирован в Турцию. К 1 янв. 1922 член Союза морских офицеров в Константинополе.
В эмиграции в Тунисе.

## Семья
- Жена княгиня Вера Владимировна Ширинская-Шихматова (1890—1923, Тунис)
- Сын Владимир (31 октября 1916 — ?).

## Награды
Кавалер ордена Орден Святого Станислава 3-й степени.